# Ryo Okui
Ryo Okui (奥井 諒 Okui Ryo?), född 7 mars 1990 i Osaka prefektur, är en japansk fotbollsspelare.
Okui började sin karriär 2012 i Vissel Kobe. Han spelade 97 ligamatcher för klubben. 2016 flyttade han till Omiya Ardija.